# RTOP-11 Kralj Petar Krešimir IV.
RTOP-11 Kralj Petar Krešimir IV. je raketna topovnjača u sastavu flote Hrvatske ratne mornarice. Izgrađen je u Brodogradilištu Kraljevica 1991. godine, a stavljen u službu 1992. godine. Radi se zapravo o poboljšanoj inačici raketne topovnjače klase Rade Končar Jugoslavenske ratne mornarice (JRM). RTOP-11 Kralj Petar Krešimir IV. ima i sestrinski brod iste klase RTOP-12 Kralj Dmitar Zvonimir.

## Povijest
Brod je građen za potrebe JRM u kraljevičkom brodogradilištu. Brod je trebao nositi ime Sergej Mašera. Djelatnici brodogradilišta odugovlačili su s njegovom isporukom. Tek kad je bilo sigurno da JNA/JRM ne može preoteti topovnjaču, radovi su ubrzani te je brod porinut 21. ožujka 1992. godine. Kum broda je bio predsjednik Republike Hrvatske dr. Franjo Tuđman. Glede imena broda, predsjednik Tuđman poslije je izjavio: „Pa su mi, isto tako, predlagali, da i hrvatski ratni brod nazovemo, najveći ratni brod, nazovemo "Vukovar". Ja sam rekao - Vukovar je simbol i ponos hrvatstva sadašnje borbe hrvatskog naroda za uspostavu, ali na hrvatskom moru, na našem moru moramo tražiti oslonac u hrvatskoj povijesti, i afirmirati hrvatsku državu i hrvatsko pomorstvo sa tradicijama koje tamo imamo. Te je taj brod nazvan - Petar Krešimir.”
Nadnevka 1. srpnja 2010. za zapovjednicu broda imenovana je Antonija Didović.

## Tehničke značajke
Uz zapovjednika, posadu broda čine 6 časnika, 19 dočasnika i 8 mornara. Brod je dužine 53,63 metara, te je u temeljnom kompletu naoružanja opremljen s 8 raketa RBS-15, jednim topom 57 mm i krmenim topom 6 × 30 mm. Brod plovi najvećom brzinom od 36 čvorova.

## Poveznice
|  | Zajednički poslužitelj ima još gradiva o temi RTOP-11 Kralj Petar Krešimir IV. |

- RTOP-12 Kralj Dmitar Zvonimir